# Хотек, Богуслав
Граф Богуслав Хотек фон Хотков (1829—1896) — австрийский дипломат.
Был в 1869—1871 гг. австрийским посланником в Петербурге, в 1871 г., при Гогенварте, наместником Богемии, с 1872 г. посланником в различных второстепенных государствах.

## Интересные факты
Является персонажем рассказа «Убийство князя Людвига фон Аренсберга, военного австрийского агента» (из книги Сорок лет среди грабителей и убийц) и написанного по его мотивам детективного романа Леонида Юзефовича «Костюм Арлекина», а также телесериала «Сыщик Путилин».
Имел сына и семерых дочерей, одна из которых — графиня София-Мария-Йозефина-Альбина Хотек фон Хотков унд Вогнин (1868—1914), с 1907 г. носившая титул светлейшей герцогини Гогенберг — морганатическая жена австрийского эрцгерцога Франца-Фердинанда, убитая вместе с ним в Сараево накануне Первой мировой войны (см. Сараевское убийство).